# Idactus damarensis
Idactus damarensis là một loài bọ cánh cứng trong họ Cerambycidae.